# جورج بوتشان
جورج بوتشان (بالإنجليزية: George Buchan)‏ هو لاعب كرة قدم بريطاني، ولد في 2 مايو 1950 في أبردين في المملكة المتحدة. لعب مع مانشستر يونايتد ونادي أبردين ونادي بوري.

## وصلات خارجية
- جورج بوتشان على موقع قاعدة بيانات كرة القدم.إي يو (الإنجليزية)